# 蒸留塔
蒸留塔（じょうりゅうとう）とは、蒸留において沸点の異なる成分の分離・濃縮に使用する塔状の装置のことである。原料蒸気を入力すると、低沸点成分が濃縮された蒸気(留出物)および高沸点成分が濃縮された液体を出力する。実験室で使用される高さ10cm、直径2cm程度のものから、石油化学工業で使用される高さ100m、直径10mもある巨大なものまで様々な大きさのものが存在する。蒸留塔には本体である塔部分に加えて、蒸留する原料を予熱して気化させる気化器と留出物を冷却して凝縮させて回収する凝縮器が付属している。
蒸留する原料は、蒸留塔内の蒸気と液体の間で成分を交換することで分離・濃縮される。この交換は気液の接触面積が大きいほど高速となる。また、成分の交換は平衡状態に達すると止まってしまうため、液内の高沸点成分が多い状態では蒸気内の高沸点成分も多い状態となる(蒸留#原理)。そのため、蒸気内の高沸点成分を更に取り除くためには蒸気を高沸点成分が少ない液体と接触させる必要がある(蒸留#精留)。これらを実現するために蒸留塔の中でも気液の接触面積が大きくなるような構造を持ち、気化→揮発性成分の増加→液化→再気化→揮発性成分の増加→液化というサイクルを塔内で効率よく起こさせることにより分離の性能を向上させたものは特に精留塔と呼ばれる。

## 実験室で使用される蒸留塔

実験室での標準的な蒸留装置。3が蒸留塔にあたる。

小スケールの実験で使用されるもっとも単純な蒸留塔はト字管であり、気化は通常のフラスコを水浴や油浴などで加熱することで成される。また、凝縮器はリービッヒ冷却器が使用されこれをト字管の側管に接続する。
塔内で凝縮した液滴が蒸気の流れによって冷却器の方に運ばれてしまい精製効率が低下するのを防ぐためにト字管の代わりにK字管（クライゼンヘッド）が使用されることもある。また沸点が室温より若干高い程度であったり、水のように凝縮熱が大きかったりして、凝縮しにくい液体を蒸留する場合には、リービッヒ冷却器の代わりにより効率の高いアリーン冷却器やリービッヒ-グラハム冷却器が使用される。沸点が室温以下の液体を蒸留する場合には、冷却器に流す冷媒として冷却した不凍液などを使用したり、デュワー冷却器によりドライアイスや液体窒素で冷却して留出物を捕集する。また、分留を行う場合には、二又アダプターを使用したり、パーキントライアングルのようなフラクションカッターを使用して各留分を分別捕集する。
精留する必要がある場合には、塔内の壁面に角をつけて気液接触面積を増やしたビグリューカラムのような精留用のカラムが使用されることもある。また工業的にはあまり使用されないが、実験室で使用される高性能の精留塔として回転バンドカラム（スピニングバンドカラム）がある。これは蒸留塔内部で蒸留塔にぴったりフィットする螺旋形の撹拌羽根を高速回転させるものである。蒸留塔内を降下する液滴は高速回転する羽根の表面で強制的に広げられて薄膜を形成する。そのため気液接触面積を強制的に大きくすることができ、高い理論段数が得られる。
よりスケールが大きくなった場合には工業的に使用される蒸留塔（棚段塔や充填塔）のミニチュアの装置が使用されることもある。

## 工業的に使用される蒸留塔
工業的に行われる蒸留はまず回分式蒸留（バッチ式蒸留）と連続式蒸留に分類できる。
回分式蒸留では蒸留塔の底部が蒸留釜となっており、ここに原料を仕込む。加熱は蒸留釜を直接加熱水蒸気やオイルで加熱する方法と、蒸留釜から液体の一部をリボイラーと呼ばれる加熱装置に送って加熱し蒸留釜に戻す方式がある。回分式蒸留では一度に蒸留釜の容積の量しか処理できないため、比較的少量の処理に使用される。
大量の処理を行う場合には連続式蒸留が行われる。この場合には加熱器で気化した原料を蒸留塔の中段に導入する。蒸留塔の頂上からは揮発性の高い成分に富んだ留出液が得られ、底部からは揮発性の低い成分に富んだ缶出液が得られる。留出液と缶出液を合わせた量が供給した原料と同量になるようにすることで蒸留塔は定常状態となる。
凝縮器はいずれの蒸留もリービッヒ冷却器のような二重管式熱交換器や多管円筒式熱交換器が使用される。
いったん液体から蒸発した気体が蒸留塔内で凝縮して液体となることなく留出するような蒸留を単蒸留という。連続式の単蒸留はフラッシュ蒸留とも呼ばれている。中が中空の蒸留塔を使用している場合、その蒸留はほぼ単蒸留と見なすことができる。単蒸留では分離能力が低いため、化学工業では精製よりも溶媒の回収などに使用される。また醸造酒から蒸留酒を作る工程はほぼ単蒸留と見なせる。
精製のためには精留が行われる。精留を行うための蒸留塔（精留塔）は気液接触面積を大きくするための工夫がされている。また気液接触を充分に起こさせるために塔の頂上から留出した液の一部を塔内に戻す還流弁が設けられているのが普通である。精留塔は大きくわけて棚段塔と充填塔に分類される。精留塔の性能は理論段数によって評価される。

### 棚段塔

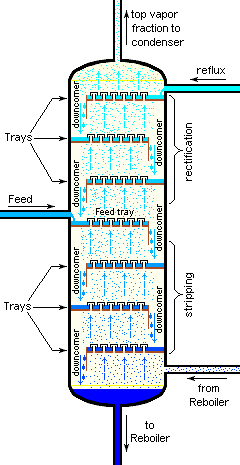
蒸留塔の一種、棚段塔の内部構造

棚段塔は塔内に水平な棚板（トレイ）をいくつも設置して区切ったタイプの精留塔である。この区切られた蒸留塔内のそれぞれの空間を段という。各段においては気液の平衡が成立しており、より揮発性の高い成分に富むことになった気相は上の段に送られ、より揮発性の低い成分に富むことになった液相は下の段への流れ落ち、そこでまた気液の平衡が成立する。このようにして塔の上部の段ほど揮発性の高い成分に富み、下部の段ほど揮発性の低い成分に富むことになり、分離性能を向上させることができる。棚段塔は用いている棚板の形式によってさらに細かく分類される。気相が上部へ移動するための細かい穴を多数設けた棚板（シーブトレイ）を用いた多孔板塔や、その穴の部分にキャップを付けて気相が液相を通過するときに泡立たせることで気液接触面積をさらに増やす棚板（バブルキャップトレイ）を用いた泡鐘塔（ほうしょうとう）などがある。棚段塔は安定に運転できる操作範囲が広い、処理能力が大きいというメリットがある反面、塔内の構造が複雑で装置コストが大きい、圧力損失が大きく高真空の蒸留に不向きといったデメリットがある。
棚段塔の構造は以下を考慮して決定される。 気相／液相それぞれの流量は蒸留塔の運転計画によって操作範囲が設定されるのでその全域についての性能を確認する。
- 最大気相流量: 上昇する気相の要求流れが大きくなると塔の径（厳密には塔面積からダウンカマー面積を差し引いた面積）も大きくなる。ただし、棚板（トレイ）間隔を大きくすること等で多少は抑制できる。
- 最小気相流量: 上昇する気相の要求流れが小さくなると棚板（トレイ）の開孔部から液漏れが起こり十分な気液接触が行われなくなってしまう。段上の液相流れ、気相流れの偏流を誘発して不都合である。必要に応じて、開孔部に煙突状の筒（ライザー）が取り付いた棚板（バブルキャップトレイ）を採用する。
- 最大液相流量: 下降する液相の要求流れが大きくなると必要なダウンカマー面積も大きくなる。相対的に液相流量が大きい場合には当該する段に複数のダウンカマーを設け（複数パス設計）、上部堰の総長さを大きくすることで液相の乗越え高さを抑制し段上に適正な液保持高さを実現する。
- 最小液相流量: 下降する液相の要求流れが小さくなると棚板（トレイ）の僅かな傾きや製作誤差が、ダウンカマー上部堰の長さ方向の液相乗越え量に均一性が保てなくなり、段上液相流れの偏流、ひいては気相流れの偏流も誘発して不都合である。のこぎり歯状に切り欠いたノッチ堰などを採用して問題解決する。
- 許容圧力損失: 棚板（トレイ）の総開孔面積が小さ過ぎると気相通過流速が大きくなってそれを挟んだ上下空間の差圧が大きくなり過ぎる結果となる。棚板（トレイ）間隔が小さい場合には飛沫同伴の悪影響も出る。ダウンカマー上部堰の液相の乗越え高さ、適正な液保持高さも合わせて検討する。
- ダウンカマー: 棚板（トレイ）の気相の流れを妨げず、一部気泡を巻き込んで流入する液相主体の流れを落ち着かせ、ゆとりを持って気相分離して液相のみを下の段に送り届けられる構造を確認する。
- 製作・組込み: 棚板（トレイ）は棚段塔に取り付けられたマンホールから人手によって搬入される(小径のものは除く)。従って、部品の分割計画、組込み時の作業性検討も重要になる。

### 充填塔
充填塔は中空の蒸留塔内に何らかの充填物を入れ、その表面で気液接触を行わせるタイプの精留塔である。棚段塔と同じ機構により塔の上部ほど揮発性の高い成分に富み、下部ほど揮発性の低い成分に富むことになり、分離性能を向上させている。充填塔は棚段塔とは逆に、塔内の構造が単純で装置コストが小さい、圧力損失が小さいので高真空の蒸留に向くというメリットと安定に運転できる操作範囲が狭い、処理能力が小さいというデメリットがある。
用いる充填物の種類によってさらに細かく分類される。用いられる充填物としては以下のようなものがある。
ラシヒリング直径と長さが等しい中空の円筒形の充填物。
レッシングリング (Lessing ring)ラシヒリングの中に仕切り板を一枚入れて半円形に分割した形の充填物。金網をS字型に曲げてこの形状にしたものはディクソンパッキン (Dixon packing) という。
ポールリング (Pall ring)ラシヒリングの中にS字型あるいは十字型の仕切り板を入れ、その部分の側面を開けた形の充填物
サドル馬の鞍の形をした充填物。なお金網で作られているものは特にマクマホンパッキン (Mcmahon packing) という。
スルザーパッキン (Sulzer packing)いくつもの波型に折り曲げた金属板を何枚も束ねたものを蒸留塔の内径に合わせて整形したものである。